# Das Zimmer (Film)
Das Zimmer ist ein deutscher Psychothriller aus dem Jahr 2000. Roland Reber führte Regie und schrieb auch das Drehbuch.

## Inhalt
Der Film erzählt die Geschichte zweier junger Menschen, die für sechs Wochen ein leerstehendes Haus hüten sollen. Ihnen ist alles erlaubt, außer ein Zimmer zu betreten. Mit der Zeit drehen sich die Gedanken der beiden Haushüter nur noch um jenes verschlossene Zimmer. Der Film ist eine tiefenpsychologische Studie über ihre Angst vor dem Erwachsenwerden und den verschlossenen Zimmern ihrer Seele.
Mira Gittner und Markus Grüsser spielen die Hauptrollen, Roland Reber führte Regie.

## Auszeichnungen
- President's Award Independent Feature Film Ajijic Festival Internacional de Cine, Mexico 2000: Roland Reber
- Emerging Filmmaker Award 2001, Angel City Film Festival, Hollywood
- Melbourne Underground Film Festival 2001, Best Foreign Actress: Mira Gittner
- Best Foreign Movie,   Angel City Film Festival, Chicago, 2001
- Best Movie 2001, Third Panorama of Independent Filmmakers, Thessaloniki

## Veröffentlichung
2007 kam der Film auf DVD heraus.